# 池村貴志
池村 貴志（いけむら たかし）は、日本の格闘家。

## 人物
1995年からカポエイラを始め、日本にブラジルの国技であるカポエイラを定着させた重要人物の1人。
2019年現在、カポエイラ団体SAMURAI CAPOEIRA代表。2010年リオデジャネイロにて、日本人で初めてカポエイラにおいてMestre（最高師範）の称号を獲得した。
また整体師としても、身体をととのえ、カポエイラをする事でより健康で豊かな生活を送れるようにと整体サロン兼パーソナルスタジオロジウラサロンととのえ店主を務める。
1995年、横手貞一朗の勧めでカポエイラを始め、アメリカへ。その後ブラジルへも同行し神奈川県大和市にカポエイラサークルを立ち上げる。
その後互いに違うカポエイラの流派技術習得のため、横手氏はアメリカへ、池村はリオデジャネイロへ。
帰国後2000年〜
当時日本最大級のカポエイラ団体である「ブラジル カポエイラ協会 コハダン・ジ・コンタス（Associação de Capoeira Cordão de Contas do Japão)」（略称「CCJカポエイラ」）日本支部代表となり、2010年、日本人で初めてMestre（最高師範）となった。毎年ブラジルのリオ・デ・ジャネイロより館長を招き日本国内で昇段式を開催し、ブラジルでしか取得できなかったライセンスを日本でも取得できるシステムを構築。全国10都市に支部を作り、会員数500名の組織を作りあげる。
2018年1月1日に独立し、SAMURAI CAPOEIRAを立ち上げる。現在も福岡を拠点に国内でのカポエイラ指導を行っている。
TVやCM、ラジオ出演、新聞や雑誌に掲載、プロモーションビデオのバックダンサー、ミュージシャンとのコラボレーション、舞台振り付け等多岐に渡り活躍。2003年発売された日本初『カポエイラ☆エクササイズ--編著』DVD--監修
パーソナルトレーナーで Capoeira Angola Center Japão の横手貞一朗は高校時代からの友人である。

### DVD
|      | 発売日            | タイトル                |
| ---- | ----------------- | ----------------------- |
| Clip | DVD：2003年 UMD： | カポエイラ☆エクササイズ |

## 経歴
- 1995年 - ニューヨークにてカポエイラを習い始める
- 1997年 - ブラジルのバイーアへ渡り、様々な流派の道場を訪ね、自分のスタイルを模索する
- 1998年 - 在日ブラジル人と交流を持ち、横浜のスタジオにて現団体の前進である組織の活動を開始
- 1999年 - ブラジルより館長（Mestre Décio）を招き、3ヶ月間指導を受け、同年リオ・デ・ジャネイロへ渡りインストラクターの資格を得る
- 2000年 - 日本支部代表として東京で本格的に活動を開始する
- 2003年 - リオ・デ・ジャネイロでの昇段式にてProfessor（教士）に昇段
- 2006年 - リオ・デ・ジャネイロでの昇段式にてContra Mestre（準師範）に昇段
- 2008年 - 日本支部設立10周年を迎える
- 2010年 - リオ・デ・ジャネイロでの昇段式にて日本人初のMestre（師範）に昇段
- 2014年 - 福岡に移住し、CCJカポエイラ福岡支部を設立
- 2015年 - 福岡にて日本人のMestreが主催する初めてのBatizado(昇段式)を開催。
- 2018年 - 日本人マスターとして初の団体 SAMURAI CAPOEIRA 設立。

## 振り付け
- TSミュージカルファンデーション  原案：謝珠栄『TSミュージカル砂の戦士たち2003年11月11日サンシャイン劇場』出演：石川禅、駒田一、坂元健児、平澤智、吉野圭吾、伊央里直加、他
劇中カポエイラ振り付け指導
- TSミュージカルファンデーション 謝珠栄：演出『TSミュージカルGARANTIDO生きた証2010年2月19日 東京芸術劇場中ホール』 脚本：大谷美智浩、 出演：坂元健児、吉野圭吾、岸祐二、畠中洋、伊礼彼方、良知真次、他
劇中カポエイラ振り付け指導